# قائمة جزر هاينان
هناك العديد من الجزر مباشرة قبالة سواحل جزيرة هاينان، جنوب مقاطعة في الصين. وهناك أيضا مجموعة من الجزر المتنازع عليها تقع على بعد مئات كيلومترات والتي هي أيضا تدخل في اختصاص هاينان. فيما يلي قائمة غير كاملة عن أبرز تلك الجزر.

## القائمة
| اسم                                                     | صورة | ملاحظات |
| ------------------------------------------------------- | ---- | --- |
| جزيرة بونداري                                           |      | جزيرة في مقاطعة لونغشوي لي بين لونغشوي لي واننينغ، في خليج رييو. طورت في وقت مبكر لتكون منطقة سياحية مفتوحة. في عام 2008، صنفت بمستوى 4إيه الوطني لتكون بقعة ذات مناظر خلابة، وفي 2013 رقيت إلى منطقة جذب سياحي وطني من الدرجة 5إيه.           |
| جزيرة داتشو                                             |      | تُعرف باسم جراند ايلاند، وهي محمية طبيعية تقع على بعد حوالي 5 كيلومترات (3.1 ميل) قبالة ساحل وانينغ، هاينان. تغطي هذه المنطقة المحمية 4.36 كيلومتر مربع، وتضم ثلاثة جبال تمتد على جزيرتين. تتكون الجزر بشكل رئيسي من غابات مطيرة وتضاريس صخرية. |
| دونغماوزو                                               |      | جزيرة في خليج سانيا. |
| فنجي زو                                                 |      | تضع السلاحف البحرية بيضها في هذه الجزيرة الواقعة قبالة ساحل مقاطعة لونغشوي لي. |
| جزيرة جانزي                                             |      | تقع بالقرب من اننينغ في خليج تشونيوان. |
| جزيرة هايديان                                           |      | هذه الجزيرة مكتظة بالسكان وهي جزء من مدينة هايكو. تقع على نهر هايديان وإلى شرق جزيرة شين بو. |
| جزيرة اصطناعية في مركز هاينان الدولي للمؤتمرات والمعارض |      | هي جزء من مركز هاينان الدولي للمؤتمرات والمعارض، وهي قيد الإنشاء حاليًا. سيبنى عليها فندق. |
| جزيرة جيا جينغ                                          |      | تقع قبالة ساحل اننينغ بمسافة حوالي 3 كم قبالة سواحل خليج شيمي. |
| جزيرة نانهاي بيرل الاصطناعية                            |      | تقع هذه الجزيرة التي تأخذ شكل الفول السوداني على بعد بضع مئات من الأمتار من متنزه إيفرجرين (هايكو)، وستحتوي على منطقة للرياضات المائية ومنطقة تجارية وأرصفة للطائرات المائية.                                                                  |
| جزيرة نانوان للقردة                                     |      | هي في الواقع شبه جزيرة، ولكن تعتبر جزيرة وهي محمية طبيعية للقرود. |
| جزر باراسيل                                             |      | جزء من سانشا، وهي مجموعة من الجزر والشعاب والخلجان والمعالم البحرية الأخرى في بحر الصين الجنوبي. |
| جزيرة فينيكس                                            |      | تشكل هذه الجزيرة الاصطناعية منتجع قيد الإنشاء في سانيا، مقاطعة هاينان، الصين.يبلغ طول الجزيرة1,250 متر (4,100 قدم) وعرضها350 متر (1,150 قدم) وتغطي مساحة إجمالية تبلغ 393,825 متر مربع (4,239,100 قدم2). تتصل بالشاطئ بجسر طوله 395 متراً.      |
| جزيرة سيمابو                                            |      | تقع هذه الجزيرة في نهر ناندو جنوب جسر تشيونغ تشو مباشرة، وكانت في يوم من الأيام أرضًا زراعية، وتتطور الآن لتصبح ملعب للجولف. |
| جزر سبراتلي                                             |      | جزء من سانشا، جزر سبراتلي المتنازع عليها هي مجموعة من أكثر من 750 الجزر الصغيرة والشعاب في بحر الصين الجنوبي والجزر مساحتها الآرضية تقدر بما يقرب من 4 كم2 (1.5 ميل2)، وتنتشر على مساحة واسعة تقدر بأكثر من 425,000 كم2 (164,000 ميل2).        |
| ويتشيتشو                                                |      | تقع هذه الجزيرة قبالة ساحل مقاطعة هاينان بالصين. تقع هذه الجزيرة التي تبلغ مساحتها 1.48 كيلومترًا مربعًا داخل خليج هايتانج، على بعد حوالي 30 كيلومترًا شمال شرق سانيا، بين جزيرة نانوان مونكي في الشمال وخليج يالونغ في الجنوب.                   |
| شومي تشو                                                |      | تقع في خليج سانيا. |
| جزيرة شين بو                                            |      | تقع هذه الجزيرة شرق جزيرة هايديان مباشرة. |
| جزيرة زوزاي                                             |      | تقع قبالة سواحل اننينغ. وتبلغ مساحتها من 0.75 هكتار. |
| جزيرة اصطناعية مجهولة الهوية                            |      | جزيرة قيد الإنشاء قبالة سواحل هوليداي بيتش |